# Якуев, Магомед Русланович
Магоме́д Русла́нович Яку́ев (род. 7 июня 2004, Ачхой-Мартан, Чечня) — российский футболист, полузащитник клуба «Ахмат».

## Биография
Воспитанник грозненского «Ахмата». Дебютировал за молодёжную команду 16 сентября 2020 года в матче молодёжного первенства против «Тамбова» (1:0), выйдя на замену на 70-й минуте встречи. Первый мяч забил 7 апреля 2021 года против «Строгино» (3:2).
19 октября 2022 года дебютировал за основную команду «Ахмата» в матче Кубка России против «Оренбурга» (2:4), выйдя на 66-й минуте встречи вместо Евгения Харина. 6 мая 2023 года дебютировал в чемпионате России против московского «Торпедо» (1:1), выйдя вместо Владислава Карапузова на 87-й минуте.

## Статистика выступлений

### Клубная
| Выступление      | Выступление      | Выступление      | Лига | Лига | Кубки | Кубки | Итого | Итого |
| Клуб             | Лига             | Сезон            | Игры | Голы | Игры  | Голы  | Игры  | Голы  |
| ---------------- | ---------------- | ---------------- | ---- | ---- | ----- | ----- | ----- | ----- |
| Ахмат            | Премьер-лига     | 2022/23          | 2    | 0    | 1     | 0     | 3     | 0     |
| Ахмат            | Премьер-лига     | 2023/24          | 1    | 0    | 0     | 0     | 1     | 0     |
| Ахмат            | Итого            | Итого            | 3    | 0    | 1     | 0     | 4     | 0     |
| Всего за карьеру | Всего за карьеру | Всего за карьеру | 3    | 0    | 1     | 0     | 4     | 0     |